# Гарден Сити (Канзас)
Гарден Сити (енгл. Garden City) град је у америчкој савезној држави Канзас.

## Демографија
По попису из 2010. године број становника је 26.658, што је 1.793 (-6,3%) становника мање него 2000. године.
| Група             | 2000.          | 2010.          |
| Белци             | 14.169 (49,8%) | 11.463 (43,0%) |
| Афроамериканци    | 425 (1,5%)     | 759 (2,8%)     |
| Азијати           | 1.009 (3,5%)   | 1.175 (4,4%)   |
| Хиспаноамериканци | 12.492 (43,9%) | 12.946 (48,6%) |
| Укупно            | 28.451         | 26.658         |